# 대일본애국당

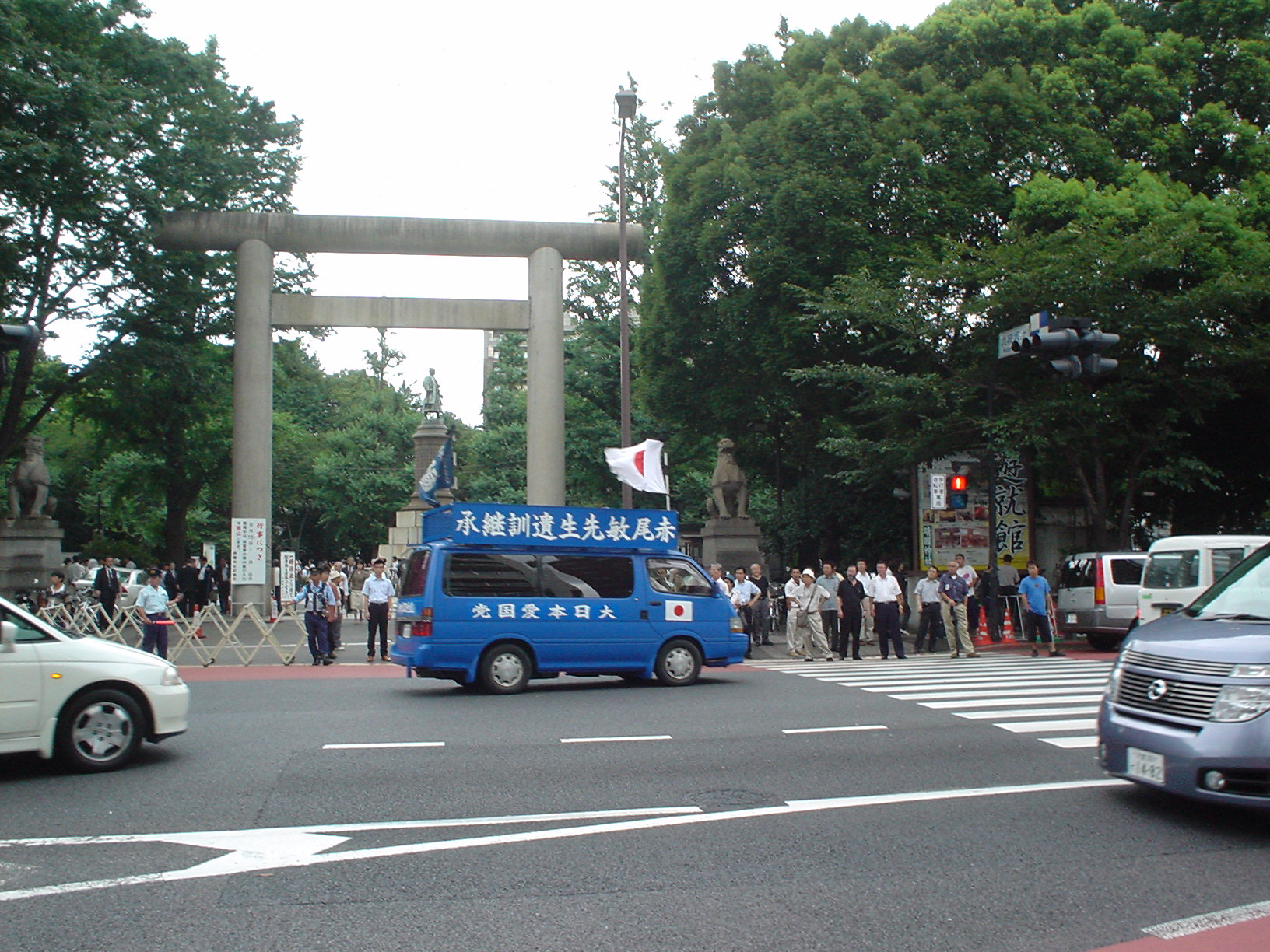

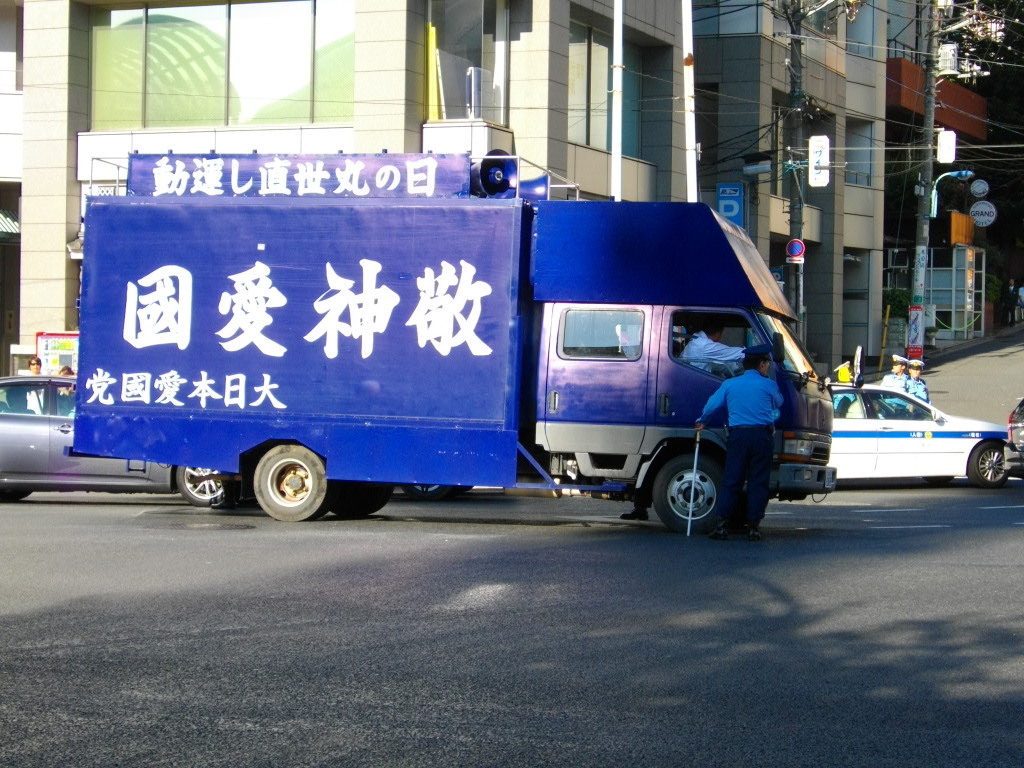

대일본애국당(大日本愛国黨)은 일본의 극우성향의 정당, 우익 단체이다. 사회주의자 출신 전향자인 아카오 빈(赤尾敏) 등에 의해 1951년 도쿄시내 스키야바시(数寄屋橋)에서 원외 정당으로 창당되었다.
사회주의자 출신 아카오 빈은 천황 중심의 민족사회주의를 표방하며 도쿄시내의 스키야바시(数寄屋橋) 다리 앞에서 대일본애국당을 창당하였다.
영향력과 카리스마 넘치는 대중연설로 아카오 빈은 많은 청년들을 입당시켰고 패전 이후의 패배주의에서 벗어나자는 그의 화두는 일본 청년들 사이에 공감대를 형성했다. 1960년 10월의 아사누마 이네지로 암살 사건을 일으킨 야마구치 오토야와 1960년 2월 주오공론사에 천황과 황태자를 참수형에 처하는 작품을 실었다는 이유로 주오 공론사의 사장 부인과 가정부를 살해한 시마나기 사건의 주모자 고모리 가즈타카는 대일본애국당의 청년 당원이었다.
1990년 아카오 빈의 사후 당은 그의 차남인 아카오 미치히코(赤尾道彦)가 당수직을 승계하였다.

## 같이 보기
- 일본의 정치
- 일본의 정당
- 일본의 역사

## 참고 자료
- 대일본애국당 청년행동대 HP (이하 일본어)
- 대일본애국당 당가
- 大日本愛国党　日の丸行動隊 - 대일본애국당 후쿠오카 현 지구당
- 「平成元年の右翼……右翼の未来はあるか？」 （1989年、JICC出版局）
- 대일본애국당 아카오빈 총재 출마 연설방송